# Club Universitario (Beni)
Il Club Universitario è una società calcistica boliviana di Trinidad.

## Storia
In seguito alla sua fondazione prese parte al campionato del Dipartimento di Beni. Partecipò alla Copa Simón Bolívar nel 1976. Nel 1993 debuttò nel campionato professionistico: nella prima fase terminò al 5º posto il proprio gruppo, e venne pertanto inserito nel girone che determinava le squadre retrocesse. Si trovò nel quadrangolare insieme a Metalsan, Universitario Potosí e Chaco Petrolero. Nelle 6 partite giocate ottenne 6 punti, con 3 vittorie e 3 sconfitte: giunto secondo a pari merito con il Chaco Petrolero, fu comunque retrocesso in seconda serie, giacché, delle quattro del gruppo, solo la prima aveva la possibilità di rimanere in massima serie. Proseguì a giocare sia in seconda divisione nazionale sia nel torneo del proprio dipartimento.

## Palmarès

### Competizioni nazionali
- Campionato di Beni: 3

2005, 2007, 2009